# Anta megye
Anta egy megye Argentína északnyugati részén, Salta tartományban. Székhelye Joaquín V. González.

## Népesség
A megye népessége a közelmúltban a következőképpen változott:
| Év   | Lakosság |
| ---- | -------- |
| 2001 | 49 656   |
| 2010 | 57 411   |